# Tatort: Im Fadenkreuz
Im Fadenkreuz ist ein Fernsehfilm aus der Krimireihe Tatort. Der vom Bayerischen Rundfunk produzierte Beitrag wurde am 15. November 1981 im Ersten Programm der ARD erstgesendet. Er ist der erste Einsatz von Kommissar Lenz, gespielt von Helmut Fischer.

## Handlung
Bei einer Routinekontrolle auf dem Hauptbahnhof München trifft ein junger Mann im Restaurant auf eine Streife der Bahnpolizei. Er läuft weg und lässt unbemerkt einen Schließfach-Schlüssel unter einem Passbild-Automaten verschwinden. Um zu entkommen, steigt er in ein Taxi und bedroht den Fahrer mit einer Pistole. Andere Taxis folgen dem Wagen. Als sie ihn in Westend stellen, bedroht der Mann die Taxifahrer mit seiner Waffe. Er versucht zu fliehen, wird aber von einem Polizeibeamten der mittlerweile eingetroffenen Streife angeschossen. Da in solchen Fällen die Mordkommission auch gegen die eigenen Beamten ermitteln muss, wird Kommissar Ludwig Lenz verständigt. Bei der Überprüfung der Personalien des Angeschossenen stellt sich heraus, dass es sich um Theo Scholz handelt, der bei der Polizei kein Unbekannter ist. Einer zu verbüßenden Haftstrafe hatte er sich durch Flucht entzogen. Möglicherweise war das auch das Motiv seines Verhaltens.
Am nächsten Morgen beantragt Rechtsanwalt Overdiek, der Anwalt von Scholz, beim Staatsanwalt er Akteneinsicht und Besuchserlaubnis.
Luigi Spagnola findet im Bahnhof den Schließfach-Schlüssel und öffnet das Fach. Darin befindet sich ein mit 1000-Mark-Scheinen gefüllter Aktenkoffer, den Spagnola in einem anderen Schließfach unterbringt. Den ursprünglich gefundenen Schlüssel legt er zurück, wo er ihn gefunden hatte.
Bei einer Kiesgrube wird der Taxifahrer, den Scholz mit der Waffe bedroht hatte, tot in seinem Wagen aufgefunden. Für Lenz hat es den Eindruck, dass es nach Raubmord aussehen soll, aber er vermutet einen Zusammenhang mit den Ereignissen am Vortag. Da Scholz noch nicht vernehmungsfähig ist, befragt er dessen Rechtsanwalt Overdiek, da dieser als einziger Außenstehender Zugang zu den Ermittlungsakten hatte und nur dort der Name des Taxifahrers als Zeuge genannt wurde. Overdiek gibt sich Lenz gegenüber unwissend. Er aber von einem Unbekannten bedroht, der ihn beauftragt hat, mit Scholz Kontakt aufzunehmen. Scholz sagt ihm, dass er etwas in einem Schließfach auf dem Bahnhof versteckt habe. Den Schlüssel habe er auf der Flucht bei einem Automaten versteckt.
Die Polizei findet den Schlüssel beim Passbild-Automaten und öffnet das Gepäckfach – es ist leer. Spagnola indes entnimmt dem gefundenen Koffer einen 1000-Mark-Schein und bezahlt damit eine Kneipenrechnung. Die Polizei wird auf ihn aufmerksam und beschlagnahmt das Geld, das offensichtlich aus einem Überfall stammt. Anscheinend sollte Scholz das Geld in die Schweiz bringen. Dorthin war er wohl unterwegs, als er in die Polizeikontrolle geriet.
Damit kommt die Suche auf die Hintermänner des Überfalls in Gang. Der vermeintliche Mitwisser Rechtsanwalt Overdiek wird von der Bande durch Drohanrufe unter Druck gesetzt. Overdiek hat Angst um die Sicherheit seiner Familie. Die Polizei baut nun ein Täuschungsmanöver auf: Kommissar Lenz gibt sich als Taxifahrer aus, der den Geldkoffer hat und im Safe einer Bank deponiert hat. Bei dem Versuch, die Beute zurückzubekommen, gehen die Ganoven sehr geschickt vor. Trotzdem können sie am Ende festgenommen werden.

## Hintergrund
Der Film wurde von Mai bis Juni 1981 in München und Umgebung gedreht.
Kommissar Ludwig Lenz übernimmt in dieser Folge die Kommissarenstelle von Hauptkommissar Veigl (Gustl Bayrhammer), der sich im April 1981 mit dem München-Tatort Usambaraveilchen  in den Ruhestand verabschiedet hatte. Bisher war er der Assistent, der dem Kriminalrat Schubert nun beweisen möchte, dass er der neuen Aufgabe gewachsen ist. Lenz ermittelte in den Jahren 1981 bis 1987 in insgesamt sieben Fällen.
Ludwig Lenz hat in dieser Folge plötzlich den Dienstrang eines Kriminalhauptkommissar, dem zweithöchsten Rang im gehobenen Dienst, während er in der vorherigen Folge noch Kriminalhauptmeister gewesen war, der höchsten Rangstufe im mittleren Dienst. Mit dem Weggang des Kriminalhauptkommissars Veigl hat Lenz also nicht nur die Laufbahngruppe gewechselt, sondern sogleich auch noch zwei Dienstgrade übersprungen.

## Rezeption

### Einschaltquoten
Die Erstausstrahlung von Im Fadenkreuz am 15. November 1981 wurde in Deutschland von 22,22 Millionen Zuschauern gesehen und erreichte einen Marktanteil von 57,0 Prozent für Das Erste.

### Kritik
Die Kritiker der Fernsehzeitschrift TV Spielfilm loben diesen Film: „Mit Schmäh und Charme löst Fischer seinen ersten Fall als Hauptkommissar.“ Fazit: „Routinekrimi mit bayrischer Urwüchsigkeit.“